# SVV in het seizoen 1962/63
Het seizoen 1962/1963 was het negende jaar in het bestaan van de Schiedamse betaaldvoetbalclub SVV. De club kwam uit in de Tweede divisie B en eindigde daarin op de 12e plaats. Tevens deed de club mee aan het toernooi om de KNVB beker, hierin werd SVV in de eerste ronde thuis met 1–0 uitgeschakeld door KFC.

## Wedstrijdstatistieken

### Tweede divisie B
|       | Baronie | BVV   | D.F.C. | EDO   | 't Gooi | Haarlem | Helmondia '55 | Hermes DVS | Hilversum | HVC   | LONGA | NOAD  | PEC   | RCH   | Wilhelmina | Xerxes |
| ----- | ------- | ----- | ------ | ----- | ------- | ------- | ------------- | ---------- | --------- | ----- | ----- | ----- | ----- | ----- | ---------- | ------ |
| Thuis | 1 – 1   | 5 – 1 | 1 – 1  | 1 – 1 | 1 – 3   | 2 – 2   | 0 – 0         | 1 – 1      | 0 – 0     | 1 – 1 | 5 – 3 | 1 – 1 | 2 – 3 | 0 – 0 | 3 – 1      | 1 – 5  |
| Uit   | 5 – 0   | 3 – 1 | 3 – 2  | 2 – 3 | 2 – 3   | 1 – 1   | 4 – 1         | 1 – 0      | 2 – 0     | 4 – 2 | 3 – 1 | 1 – 2 | 2 – 5 | 4 – 1 | 1 – 2      | 1 – 1  |

### KNVB beker
| 1e ronde                                          | SVV | 0 – 1 (0 – 1) | KFC                 |
| 13 oktober 1962 Plaats: Schiedam Frankelandsedijk |     |               | 8' Dick Bosschieter |

## Statistieken SVV 1962/1963

### Eindstand SVV in de Nederlandse Tweede divisie B 1962 / 1963
| Stand | Gespeeld | Gewonnen | Gelijk | Verloren | Punten | Doelpunten voor | Doelpunten tegen |
| ----- | -------- | -------- | ------ | -------- | ------ | --------------- | ---------------- |
| 12e   | 32       | 8        | 12     | 12       | 28     | 50              | 63               |

### Topscorers
| #      | Naam              | Goal |
| ------ | ----------------- | ---- |
| 1.     | Jan Allart        | 11   |
| 2.     | Leen Hubert       | 9    |
| 3.     | Eddy Koens        | 7    |
| 4.     | Aad Putters       | 4    |
| 5.     | Wim Elligers      | 3    |
| 5.     | Theo Kaak         | 3    |
| 5.     | Gerrit van Pelt   | 3    |
| 8.     | Joop Daniëls      | 2    |
| 8.     | Aad Osterholt     | 2    |
| 8.     | Wim Waasdorp      | 2    |
| 11.    | Maarten van Beek  | 1    |
| 11.    | Hans Hekman       | 1    |
| 11.    | Kees van Schie    | 1    |
| 11.    | Gerard Slavenburg | 1    |
| Totaal | Totaal            | 50   |

| #      | Naam        | Goal |
| ------ | ----------- | ---- |
| 1.     | Geen speler | 0    |
| Totaal | Totaal      | 0    |